# Prinsuéjols
Prinsuéjols (okcitán nyelven Prensuèjols) korábbi község Franciaország déli részén, Lozère megyében. 2011-ben 159 lakosa volt.
2017. január 1-jén Malbouzon korábbi községgel egyesült és az így létrejött Prinsuéjols-Malbouzon új község része lett.

## Fekvése
Prinsuéjols az Aubrac-hegységben fekszik, Nasbinals-tól 6 km-re keletre, 1200
méteres (a községterület 1084–1286 méteres) tengerszint feletti magasságban, a Crueize völgye felett. A község területének 9%-át (391 hektár) erdő borítja.
Északról Malbouzon, Fau-de-Peyre és La Chaze-de-Peyre; keletről Saint-Colombe-de-Peyre, délről Le Buisson és Saint-Laurent-de-Muret, nyugatról pedig Marchastel községekkel határos.
A községhez tartozik Finieyrols, Pratviala, Souleyrols, Soulages, La Combe, Trémouloux, Usanges és Le Py.

## Története
A falut 1109-ben említik először. 1790-ig a történelmi Gévaudan Peyre-i báróságához tartozott. 1630–1635 között Antoine de Grolée-Virville felépítette La Baume kastélyát. 1793 augusztusában Finieyrolsban fogták el a lozère-i ellenforradalom vezetőjét, Marc-Antoine Charriert és bűntársát, a szomszédos Py-be való Pierre Gibelint. Napjainkban a fő gazdasági ágazat az idegenforgalom és a legeltető szarvasmarhatartás, de egy homokbánya is működik a községben.

### Demográfia
| Év   | Lakosság |
| ---- | -------- |
| 1793 | 780      |
| 1851 | 675      |
| 1876 | 685      |
| 1901 | 629      |
| 1936 | 439      |

| Év   | Lakosság |
| ---- | -------- |
| 1946 | 395      |
| 1954 | 323      |
| 1962 | 313      |
| 1968 | 294      |

| Év   | Lakosság |
| ---- | -------- |
| 1975 | 252      |
| 1982 | 211      |
| 1990 | 163      |
| 1999 | 163      |
| 2010 | 158      |

## Nevezetességei
- Baume-kastély – 1630-ban kezdték építeni az 1200 m magasan fekvő kastélyt, mely a megye egyik legfontosabb idegenforgalmi nevezetessége (Gévaudani Versailles néven is ismert). Érdekessége, hogy ez Franciaország legmagasabban fekvő kastélya. Ma is magántulajdonban (a Las Cases-család birtokában) van, 1963 óta műemléki védettséget élvez, a hozzátartozó kerttel együtt.
- Temploma román stílusban épült a 11. században.
- Le Roc du Coucut – az 1286 méter magas hegy bazaltorgonáiról nevezetes.

## Híres emberek
- Louis Dalle (1922–1982) püspök Finieyrols-ban született.

## Kapcsolódó szócikk
- Lozère megye községei